# Райнфельд (Шлезвіг-Гольштейн)
Ра́йнфельд (нім. Reinfeld) — місто в Німеччині, розташоване в землі Шлезвіг-Гольштейн. Входить у склад району Штормарн.
Площа — 17,36 км². Населення становить 9042 ос. (станом на 31 грудня 2020).

## Історія
1186 року ченці цистерціанського Локкумського абатства заснували Райнфельдський монастир поблизу місця, де струмок Гайльзау впливає в річку Траве. Ченці створили близько 60 ставів на вирощування риби до споживання в дні, коли м'ясо було заборонене. Абатство процвітало до Реформації. Йоганн Пленський уважається похованим в абатстві 1359 року серед інших представників шляхти. 1582 року герцоги пленські закрили абатство, після чого всі будівлі, крім церкви, були зруйновані. Замок з чотирма флігелями зведено між 1599 і 1604 роками з цих матеріалів. Коли пленська лінія герцогів вимерла 1761 року, Пленське герцогство включно з Райнфельдом і замком дісталося королю Фредерікові V Данському.

## Галерея

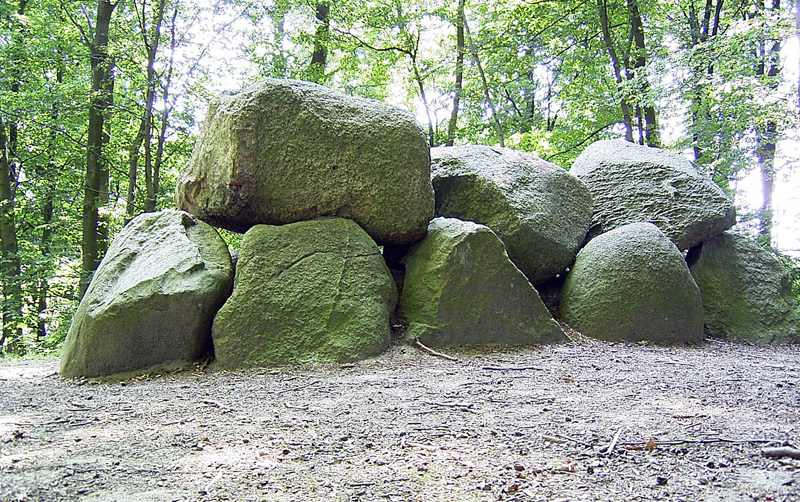
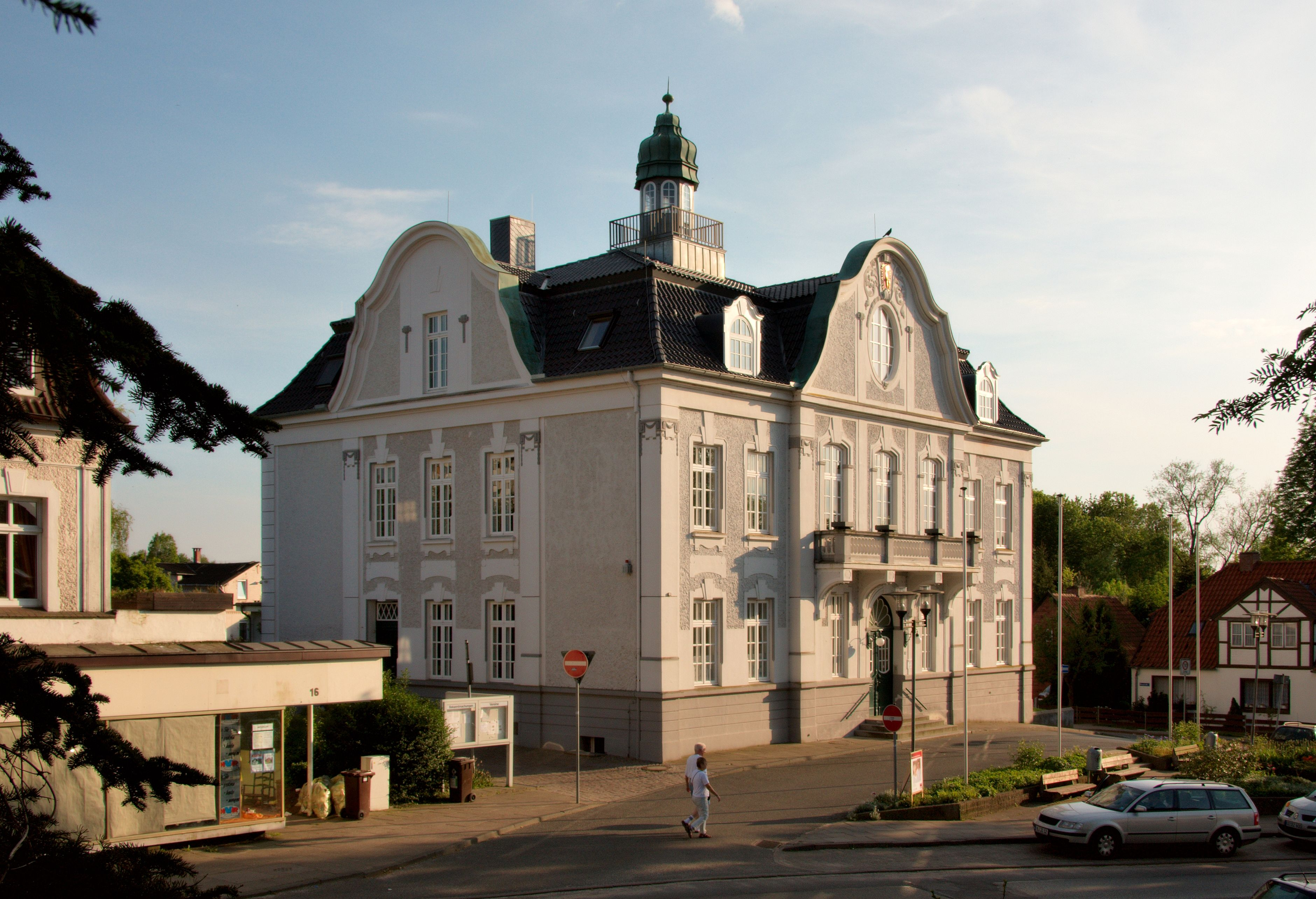
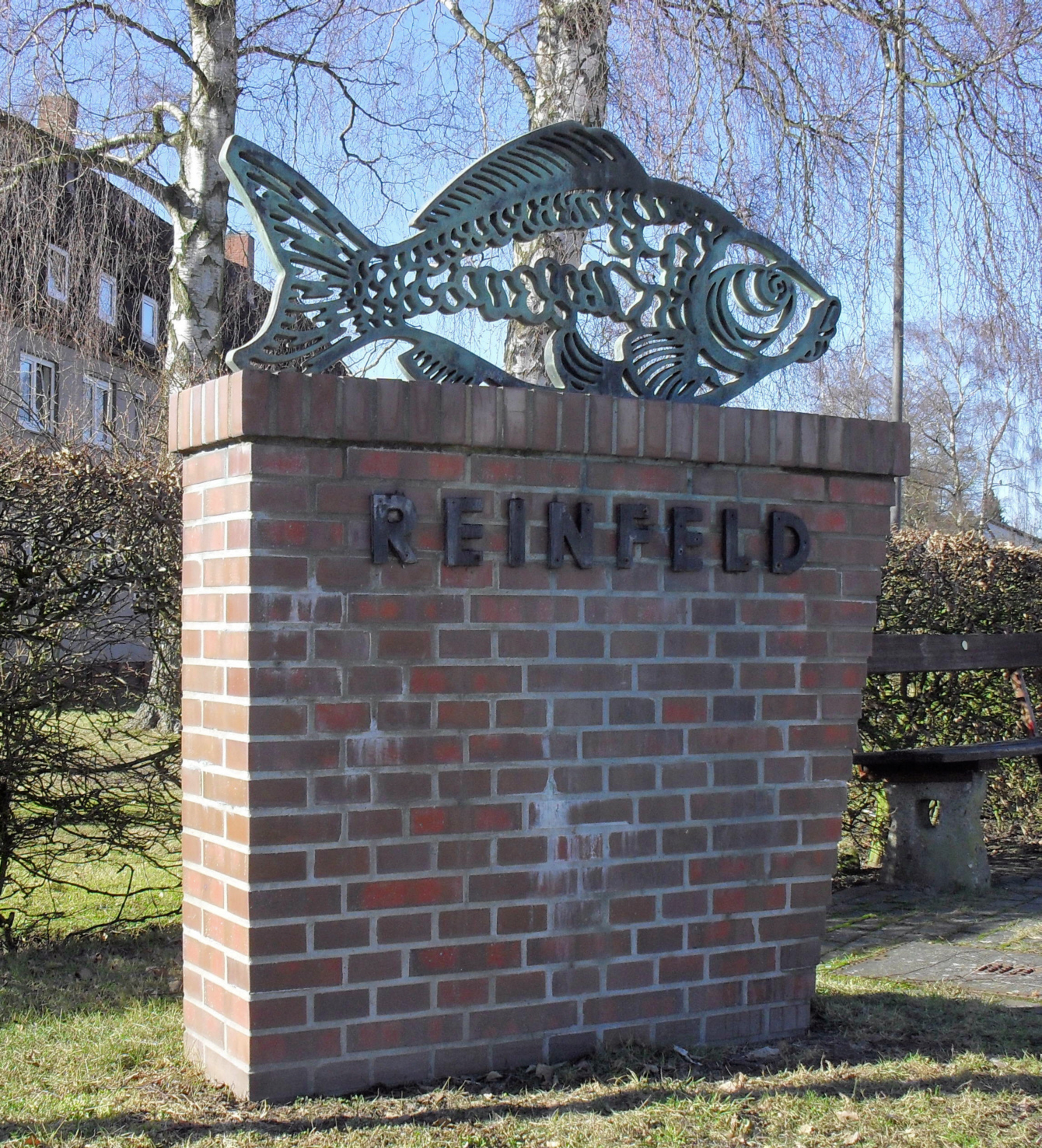
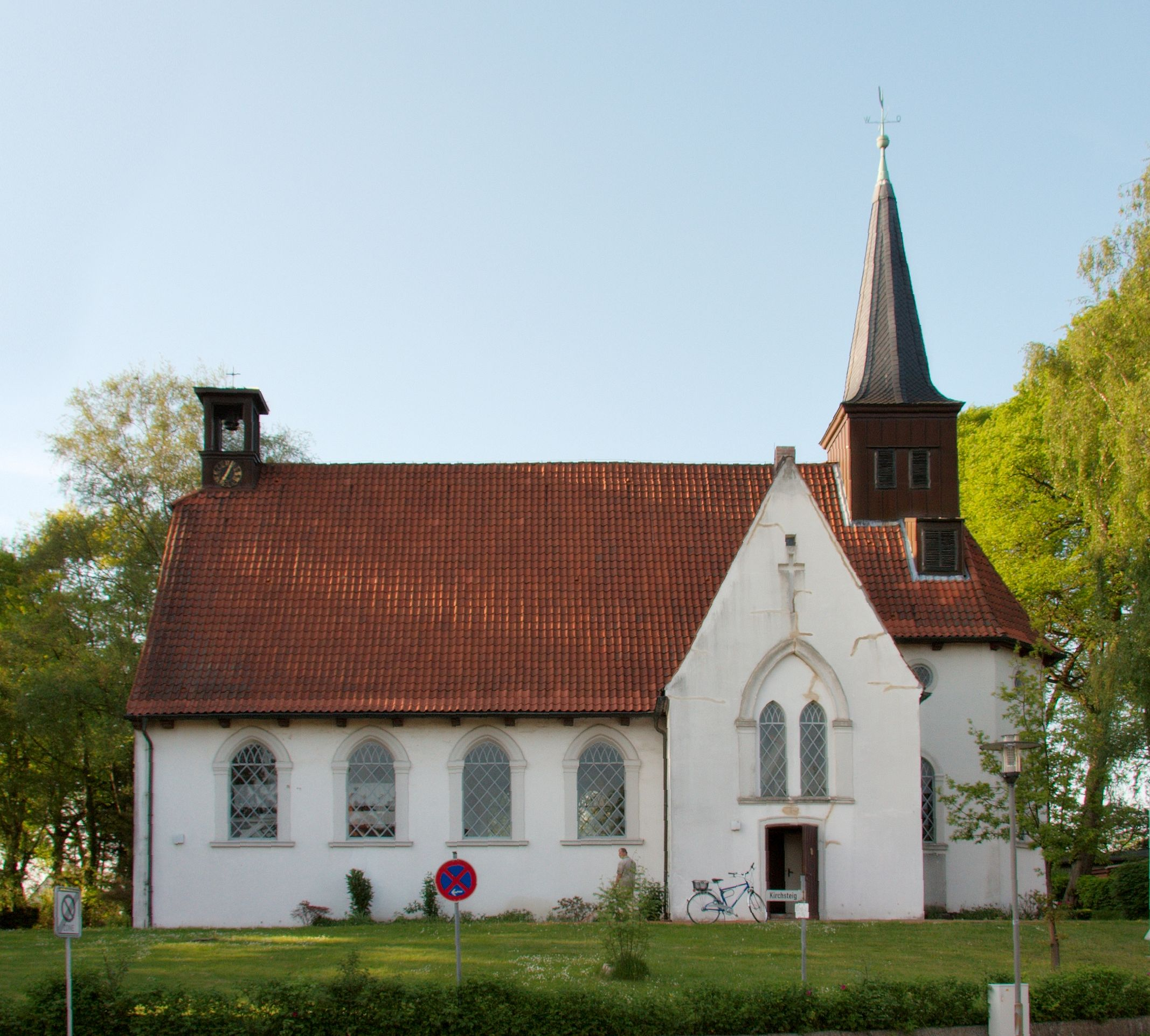
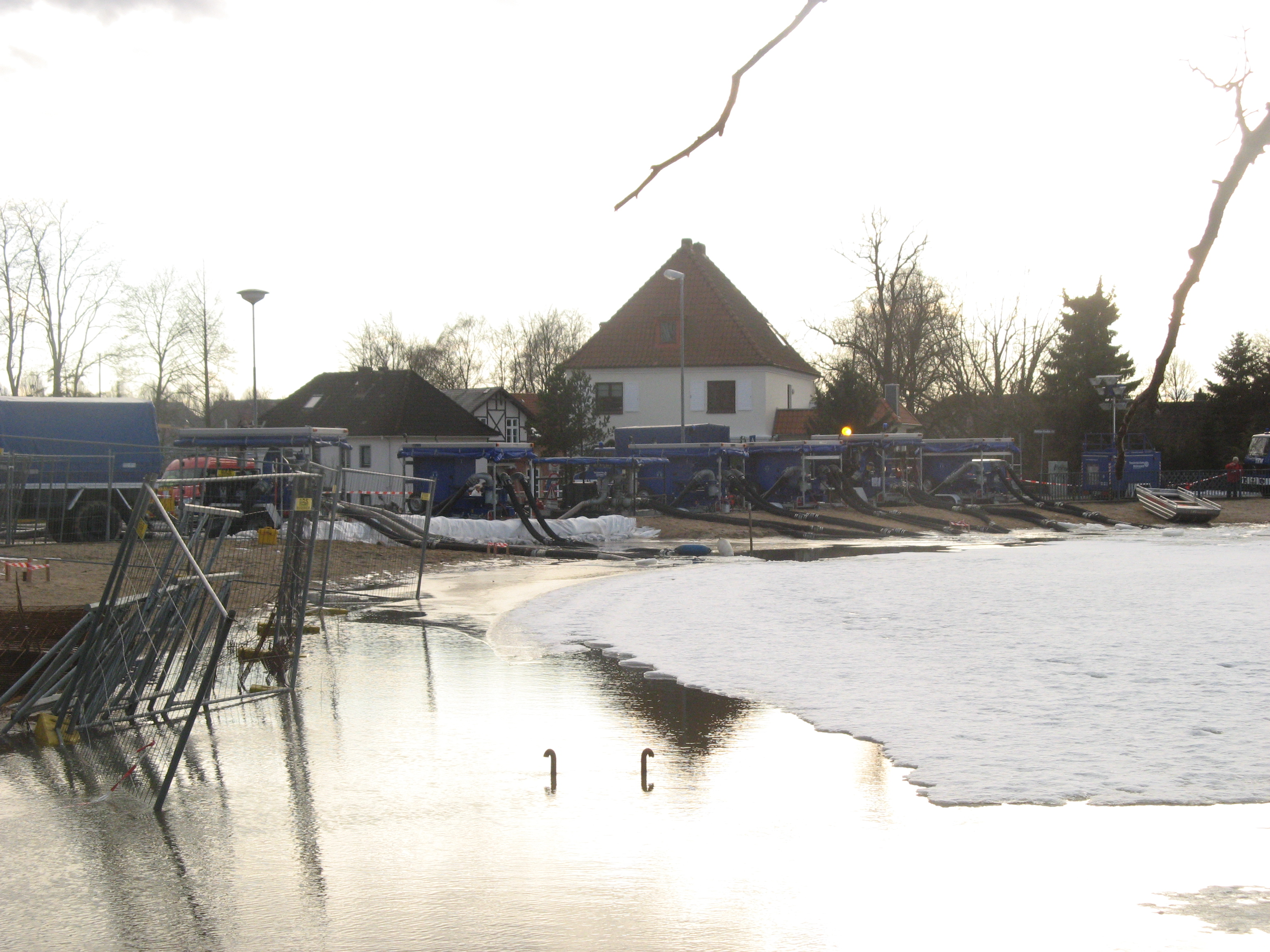